# La Treille
La Treille es una localidad de Santa Lucía, que forma parte del distrito de Anse La Raye.